# Diocesi di Dassa-Zoumé
La diocesi di Dassa-Zoumé (in latino Dioecesis Dassana-Zumensis) è una sede della Chiesa cattolica in Benin suffraganea dell'arcidiocesi di Cotonou. Nel 2023 contava 479.979 battezzati su 719.477 abitanti. È retta dal vescovo François Gnonhossou, S.M.A.

## Territorio
La diocesi comprende il dipartimento delle Colline in Benin.
Sede vescovile è la città di Dassa-Zoumé, dove si trova la cattedrale di Notre Dame de Fourvière. Presso la stessa città, si trova la Grotta di Nostra Signora d'Arigbo, meta di pellegrinaggi mariani.
Il territorio si estende su 13.931 km² ed è suddiviso in 48 parrocchie.

## Storia
La diocesi è stata eretta il 10 giugno 1995 con la bolla Ad aptius fovendum di papa Giovanni Paolo II, ricavandone il territorio dalla diocesi di Abomey.

## Cronotassi dei vescovi
Si omettono i periodi di sede vacante non superiori ai 2 anni o non storicamente accertati.
- Antoine Ganyé (10 giugno 1995 - 21 agosto 2010 nominato arcivescovo di Cotonou)
  - Sede vacante (2010-2015)
  - Benoît Gbemavo Goudote (15 agosto 2013 - 12 febbraio 2015) (amministratore apostolico)
- François Gnonhossou, S.M.A., dal 12 febbraio 2015

## Statistiche
La diocesi nel 2023 su una popolazione di 719.477 persone contava 479.979 battezzati, corrispondenti al 66,7% del totale.
| anno | popolazione | popolazione | popolazione | presbiteri | presbiteri | presbiteri | presbiteri                | diaconi | religiosi | religiosi | parrocchie |
| anno | battezzati  | totale      | %           | numero     | secolari   | regolari   | battezzati per presbitero | diaconi | uomini    | donne     | parrocchie |
| ---- | ----------- | ----------- | ----------- | ---------- | ---------- | ---------- | ------------------------- | ------- | --------- | --------- | ---------- |
| 1999 | 198.000     | 378.000     | 52,4        | 22         | 20         | 2          | 9.000                     |         | 2         | 24        | 14         |
| 2000 | 201.000     | 384.000     | 52,3        | 21         | 19         | 2          | 9.571                     |         | 2         | 26        | 14         |
| 2001 | 198.526     | 372.300     | 53,3        | 23         | 21         | 2          | 8.631                     |         | 2         | 28        | 14         |
| 2002 | 195.900     | 373.581     | 52,4        | 25         | 23         | 2          | 7.836                     |         | 2         | 34        | 14         |
| 2003 | 213.423     | 364.188     | 58,6        | 28         | 26         | 2          | 7.622                     |         | 2         | 38        | 17         |
| 2004 | 200.118     | 450.115     | 44,5        | 26         | 24         | 2          | 7.696                     |         | 2         | 40        | 18         |
| 2006 | 320.000     | 483.000     | 66,3        | 31         | 30         | 1          | 10.322                    |         | 1         | 43        | 19         |
| 2010 | 335.685     | 586.000     | 57,3        | 43         | 42         | 1          | 7.806                     |         | 1         | 53        | 22         |
| 2013 | 370.000     | 645.000     | 57,4        | 46         | 45         | 1          | 8.043                     |         | 1         | 62        | 25         |
| 2016 | 333.999     | 791.172     | 42,2        | 58         | 56         | 2          | 5.758                     |         | 2         | 85        | 46         |
| 2019 | 334.327     | 806.172     | 41,5        | 69         | 68         | 1          | 4.845                     |         | 1         | 66        | 46         |
| 2021 | 374.718     | 736.850     | 50,9        | 70         | 70         |            | 5.353                     |         |           | 86        | 48         |
| 2023 | 479.979     | 719.477     | 66,7        | 83         | 75         | 8          | 5.782                     |         | 13        | 97        | 48         |